# Nati nel 1592

## Gennaio(8)
- 3 gennaio - Emanuele Tesauro, drammaturgo, retore e storico italiano († 1675)
- 4 gennaio - Peter de Spina III, medico tedesco († 1655)
- 5 gennaio - Shah Jahan, sovrano indiano († 1666)
- 17 gennaio - Rodrigo de Arriaga, filosofo, gesuita e teologo spagnolo († 1667)
- 19 gennaio - Pál Pálffy, nobile ungherese († 1653)
- 21 gennaio - Francesco III Boncompagni, cardinale e arcivescovo cattolico italiano († 1641)
- 22 gennaio - Philippe Alegambe, storico belga († 1652)
- 22 gennaio - Pierre Gassendi, presbitero, filosofo e teologo francese († 1655)

## Febbraio(5)
- 5 febbraio - Vincenzo della Greca, architetto italiano († 1661)
- 16 febbraio - Matsudaira Tadateru, militare giapponese († 1683)
- 22 febbraio - Nicholas Ferrar, politico britannico († 1637)
- 23 febbraio - Balthasar Gerbier, miniaturista, diplomatico e architetto olandese († 1663)
- 24 febbraio - Maciej Kazimierz Sarbiewski, poeta polacco († 1640)

## Marzo(2)
- 20 marzo - Giovanni da San Giovanni, pittore italiano († 1636)
- 28 marzo - Comenio, teologo, pedagogista e filosofo ceco († 1670)

## Aprile(4)
- 11 aprile - John Eliot, politico inglese († 1632)
- 15 aprile - Francesco Maria Brancaccio, cardinale e vescovo cattolico italiano († 1675)
- 22 aprile - Wilhelm Schickard, scienziato tedesco († 1635)
- 29 aprile - Deodato Scaglia, vescovo cattolico italiano († 1659)

## Maggio(2)
- 13 maggio - Johann Cloppenburg, teologo olandese († 1652)
- 26 maggio - Olimpia Maidalchini, principessa italiana († 1657)

## Giugno(4)
- 7 giugno - Mattia Carneri, scultore e architetto italiano († 1674)
- 7 giugno - Balthasar Cordier, gesuita e grecista belga († 1650)
- 13 giugno - Tobias Michael, compositore tedesco († 1657)
- 13 giugno - Sofia Edvige di Brunswick-Lüneburg, nobildonna tedesca († 1642)

## Agosto(5)
- 1º agosto - François Le Métel de Boisrobert, poeta e drammaturgo francese († 1662)
- 4 agosto - Pio Enea II Obizzi, librettista italiano († 1674)
- 13 agosto - Guglielmo di Nassau-Hilchenbach, nobile tedesco († 1642)
- 16 agosto - Wybrand de Geest I, pittore olandese († 1662)
- 28 agosto - George Villiers, I duca di Buckingham, nobile e politico inglese († 1628)

## Settembre(6)
- 1º settembre - Maria Angela Astorch, religiosa spagnola († 1665)
- 5 settembre - Jacopo Vignali, pittore italiano († 1664)
- 8 settembre - Marcantonio Franciotti, cardinale e vescovo cattolico italiano († 1666)
- 17 settembre - Giovanni Battista Rinuccini, arcivescovo cattolico e diplomatico italiano († 1653)
- 30 settembre - Ippolito Aldobrandini, cardinale italiano († 1638)
- 30 settembre - Gridonia Gonzaga, religiosa italiana († 1650)

## Ottobre(4)
- 1º ottobre - Luigi Cusani, III marchese di Ponte, nobile e politico italiano († 1659)
- 16 ottobre - Gregorio Panzani, vescovo cattolico italiano († 1660)
- 22 ottobre - Gustav Horn, militare e politico svedese († 1657)
- 30 ottobre - Giulio Benso, pittore italiano († 1668)

## Novembre(4)
- 4 novembre - Gerard van Honthorst, pittore olandese († 1656)
- 8 novembre - Domenico Mazzocchi, compositore italiano († 1665)
- 13 novembre - Antonio Grassi, presbitero italiano († 1671)
- 28 novembre - Huang Taiji, politico e condottiero cinese († 1643)

## Dicembre(3)
- 6 dicembre - William Cavendish, I duca di Newcastle-upon-Tyne, politico, poeta e generale inglese († 1676)
- 7 dicembre - Ingen Ryūki, poeta e calligrafo cinese († 1673)
- 31 dicembre - Ottaviano Raggi, cardinale e vescovo cattolico italiano († 1643)

## Senza giorno specificato(45)
- Pietro Paolo Abate, pittore italiano († 1630)
- Ludovico Aureli, letterato e storico italiano († 1637)
- Antonio Bellavia, presbitero e missionario italiano († 1633)
- Antonio Bevilacqua, nobiluomo e militare italiano († 1648)
- Pierre Biard il Giovane, scultore e architetto francese († 1662)
- Jacobus Bontius, medico olandese († 1631)
- Ralph Brownrigg, vescovo anglicano inglese († 1659)
- Étienne Brûlé, esploratore francese († 1633)
- Giovanni Francesco Buonamici, diplomatico italiano († 1669)
- Jacques Callot, incisore francese († 1635)
- Cesare II Gonzaga, nobile italiano († 1632)
- Alessandro Cesarini, cardinale e vescovo cattolico italiano († 1644)
- Pietro Damini, pittore italiano († 1631)
- Tommaso Del Bene, filosofo, teologo e letterato italiano († 1673)
- Catalina de Erauso, spagnola († 1650)
- Scipione Errico, poeta, scrittore e drammaturgo italiano († 1670)
- Clas Fleming, ammiraglio svedese († 1644)
- Francesca di Lorena, nobile francese († 1669)
- Giovanni Agostino Gallicio, religioso italiano († 1681)
- Joseph Gibalin, teologo francese († 1671)
- George Gordon, II marchese di Huntly, nobile inglese († 1649)
- Jean Guyon Du Buisson, operaio francese († 1663)
- John Jenkins, compositore e liutista inglese († 1678)
- Jean Juchereau De Maur, funzionario francese († 1672)
- Kemankeş Kara Mustafa Pascià, politico e militare ottomano († 1644)
- Ferdinand Sigismund Kurz von Senftenau, politico tedesco († 1659)
- Bellerose, attore teatrale francese († 1670)
- Marco Martelli, imprenditore italiano († 1678)
- Jean Mestrezat, teologo francese († 1657)
- Alessandro Orsini, cardinale italiano († 1626)
- Paolo Piromalli, arcivescovo cattolico, missionario e scrittore italiano († 1667)
- Dario Pozzo, pittore italiano († 1652)
- Samuel Przypkowski, teologo polacco († 1670)
- Francesco Rustici, pittore italiano († 1626)
- Giovanni Salamon, politico e militare italiano († 1649)
- Jacques Sarazin, scultore francese († 1660)
- Pieter Snayers, pittore fiammingo
- Solakzade Mehmed Hemdemi, storico e compositore ottomano († 1658)
- John Southworth, presbitero e missionario inglese († 1654)
- Agazio Stoia, architetto e gesuita italiano († 1656)
- Umile da Messina, pittore italiano († 1681)
- Yamauchi Tadayoshi, militare giapponese († 1664)
- Bernardo di Villegas, gesuita, teologo e scrittore spagnolo († 1653)
- Paul de Vos, pittore fiammingo († 1678)
- Cornelis de Wael, pittore fiammingo († 1667)